# Raoul Alster

Foto von Fred Erismann der Produktion "Eugenie" von Hans Müller-Einigen in der Inszenierung von Raoul Alster im Stadttheater Bern von 1939

Raoul Alster (geboren 27. Oktober 1899 in Lemberg, Österreich-Ungarn als Raoul Abraham; gestorben 19. März 1962 in Bern) war ein deutschsprachiger Schauspieler, Regisseur und Theaterdirektor in der Schweiz.

## Leben
Die Familie Abraham flüchtete 1916 aus dem Kriegsgebiet in Galizien nach Wien. Nach der Matura begann Alster ein Studium der Rechtswissenschaft an der Universität Wien, brach es aber ab und besuchte 1920/21 in Wien das Schauspielseminar bei Max Reinhardt. Sein erstes Engagement hatte er 1921 in Gablonz, danach wurde er vom Theater Chemnitz engagiert. Es folgten 1923 Engagements in Königsberg und ab 1925 in Nürnberg und am Nationaltheater Mannheim. Alster war Mitglied der Genossenschaft Deutscher Bühnen-Angehöriger (GDBA).
Nach der Machtübergabe an die Nationalsozialisten in Deutschland wurde er 1933 als Jude entlassen und nach Österreich ausgewiesen. Nach einem Jahr in der Tschechoslowakei gelang es ihm, 1935 ein Engagement in der Schweiz zu erhalten. Am Stadttheater Bern war er von 1935 bis 1954 Schauspieler und Regisseur. Bei Radio Beromünster wirkte er bis 1962 als Sprecher an Hörspielen mit. Auch beim NDR war er 1959 bei zwei Produktionen dabei, zu einem in der Titelrolle in Dschingl unter der Regie von Gerlach Fiedler, zum anderen in Die Karaffe bei Regisseur Kurt Reiss.
In Bern leitete er zwischen 1955 und 1962 das 1951 gegründete Atelier-Theater, das sich unter seiner Leitung modernen Autoren widmete, und wurde noch kurzzeitig interimistischer Direktor des Stadttheaters Bern.
Im Jahr 1952 erhielt er das Bürgerrecht der Stadt Bern. Alster war mit der Schauspielerin Agnes Busch verheiratet.